# Отделяне
Отделянето, известно още като екскреция (на английски: excretion; на латински: excretio) е един от основните жизнени процеси. Той е необходим, за да могат организмите да изхвърлят непотребните и вредни отпадни продукти в околната среда.
Отделянето се извършва чрез екскреторните органи – кожа, бъбрек и др.